# الپیدیو کوپا
الپیدیو کوپا (انگلیسی: Elpidio Coppa; ۶ اکتبر ۱۹۱۴ – ۳۱ اوت ۱۹۷۸) بازیکن فوتبال اهل ایتالیا بود.
از باشگاه‌هایی که در آن بازی کرده‌است می‌توان به باشگاه فوتبال اینتر میلان، باشگاه فوتبال اسپتزیا، باشگاه فوتبال رن، باشگاه فوتبال ارورا پرو پاتریا ۱۹۱۹، باشگاه فوتبال سمپدوریا، و باشگاه فوتبال آ.ث. میلان اشاره کرد.